# 花井円香
花井 円香（はない まどか、1998年2月27日 - ）は、日本の女優。オフィスサカイ所属。東京都出身。元ヤンチャン学園音楽部メンバー。

## 来歴
- 幼少より、劇団空飛ぶひつじにてミュージカルの舞台に出演（2005年）。「千の風になって2015」Cチームにて初主演（2015年8月）。
- ダンスチーム「MEVIUS」メンバーとして「Barcelona Dance Award2015」に参加し、3部門(ジャズ、コンテンポラリー、振付・構成)優勝した（2015年4月）。
- 第6回ミスヤングチャンピオン・オーディション2015ヤンチャン学園第3期受験生に参加。2015年10月よりヤンチャン学園サテライトに加入。2016年6月より2018年3月までヤンチャン学園音楽部に加入した。

## 人物
- 好物：餃子、野菜ラーメン、サラダ
- 特技：陸上、水泳、英語、ジャズダンス、殺陣、ものまね
- 趣味：観劇、映画鑑賞、お笑い
- 好きなキャラクター：CRAFT HOLIC
- 愛称：はない、はなまど

## 出演

### 舞台
2009年 - 2011年
- 国連クラシックライブ協会「赤毛のアン」（有楽町・東京国際フォーラム）
  - 2009年 - プリシー 役
  - 2010年 - ダイアナ 役

- 郡司企画「真夏の夜の夢〜LOVE2011」夏組（2011年7月22日, 23日、ムーブ町屋） - 芥子の種 役
- Key Station「短編集 夢列車 第三章」（2011年11月12日、船橋市宮本公民館）

2012年
- 「会津の空に残した月影」（2012年2月10日 - 14日、三鷹・武蔵野芸術劇場）
- 郡司企画「チャンス」（2012年10月31日 - 11月4日、新宿・サンモールスタジオ） - 虹組
- アリスインプロジェクト「ラストホリディ〜終わらない歌〜」星組（2012年11月20日 - 25日、東長崎・てあとるらぽう） - かりん 役

2013年
- ゴブレイシアター「cafe&restaurantキングリア」（2013年4月2日 - 7日、蒲田・Live theater 間〜まほろ〜）
- 郡司企画「ぴよぴよじおじお」ぴよ組（2013年5月9日 - 12日、銀座みゆき館劇場） - 皿田麻里音 役
- アリスインプロジェクト「戦国降臨ガールズ」武の組（2013年7月3日 - 7日、新馬場・六行会ホール） - 初芝秀美 役
- 朝倉薫プロデュース少女歌劇譚「遥かなるミドルガルズ」（2013年8月21日 - 25日、新宿・シアターブラッツ） - 機関士アン/浅野舞 役
- 朝倉薫演劇団「少女人形舞台 幻奏の宴Vol.14 〜黄昏は秋のいざない〜」（2013年11月4日、高田馬場・LOUNGE Boomerang）
- アリスインプロジェクト「デジタルホムンクルス」星組（2013年12月3日 - 7日、池袋・シアターKASSAI） - ルート 役

2014年
- アリスインプロジェクト「時空警察ヴェッカー改・ノエルサンドレ」 空組（2014年4月3日 - 7日、下北沢・小劇場B1） - 平野宏美 役
- アリスインプロジェクト「おうちに帰るまでが遠足です」星組（2014年7月9日 - 13日、池袋・シアターKASSAI） - ネブッチョ 役
- アリスインプロジェクト「エデンの空に降りゆく星唄」チームエデン（2014年8月13日 - 17日、六行会ホール） - 風見朱美 役
- アリスインプロジェクト「戦国降臨ガール・ReBirth」（2014年10月29日 - 11月3日、六行会ホール） - 羽柴秀吉 役

2015年
- アリスインプロジェクト「ヨルハVer1.1」デルタチーム（2015年5月23日 - 31日、新宿村LIVE） - リリィ 役
- 日本芸術学園震災復興支援公演「千の風になって2015」Cチーム（2015年8月28日 - 30日、日本芸術専門学校大森校） - 主演 レイラ 役
- アリスインプロジェクト「新・戦国降臨ガール」天チーム（2015年10月21日 - 25日、新宿・スペース・ゼロ） - 羽柴秀吉 役

2016年
- AUBE GIRL'S STAGE「光射す場所へ歩くきみたちへ」夏組（2016年6月8日 - 12日、中野・テアトルBONBON） - 彩夏 役
- アリスインプロジェクト「戦国降臨ガール インターナショナル TOKYO」（2016年10月7日 - 10日、築地・ブディストホール） - 饕餮 役
- 国連クラシックライブ協会「赤毛のアン」（2016年10月21日, 23日、東京国際フォーラムホールC） - エミリー 役（21日）、アンサンブル（23日）

2017年
- アリスインプロジェクト「戦国降臨ガール インターナショナル TAIWAN」（2017年2月4日 - 5日、台北世界貿易センター南港展覧館） - 伊達政宗 役
- ASSH「SOUL FLOWER ver.2017」（2017年2月15日 - 19日、西新宿・新宿村LIVE） - アニエス 役
- De-vice「±1 -CALIGULA-」（2017年3月25日 - 26日、大森・山王ヒルズホール） - ドリュジュラ 役

2018年
- 日本芸術専門学校パフォーミングアーツコース卒業公演「タイタス・アンドロニカス」（2018年3月3日 - 4日、大森・山王ヒルズホール） - 少年（ルーシアス） 役
- AUBE GIRL'S STAGE「ため生き2018」TEAM BLUE（2018年11月1日 - 4日、コフレリオ新宿シアター） - 荻野唯 役

2019年
- LIVEDOG GIRLS「女優たちのための冬の夜の夢」TeamPrincess（2019年2月17日 - 23日、新宿村LIVE） - 蛾の精 役
- AUBE GIRL'S STAGEリーディングライブ「星を買いませんか」（2019年6月22日、荻窪・ざっくんばら屋） - マチネ・有紀 役、ソワレ・彩乃 役
- ドラマデザイン社「清らかな水のように〜私たちの1945〜」Aチーム（2019年7月24日 - 28日、新宿シアターモリエール） - 上江洲勇子 役
- 劇団ドリームプリンセス「白と黒の忘年会」Cチーム（2019年11月6日 - 17日、新宿シアターモリエール） - 上坂三栄子 役
- AUBE GIRL'S STAGEリーディングライブ「空飛ぶ想い」（2019年12月7日 - 8日、荻窪・ざっくんばら屋） - ユウコ 役

2020年
- ものづくり計画「苺と泡沫と二人のスーベニア」（2020年2月5日 - 9日、上野ストアハウス） - 三井茜 役
- AUBE GIRL'S STAGE一人芝居公演「ナイフ」（2020年10月24日 - 25日、千歳船橋・APOCシアター） - 南雲葵 役

2021年
- 東京舞台製作「ティアムーン帝国物語 THE STAGE II～断頭台から始まる、姫の転生逆転ストーリー～」（2021年7月14日 - 19日、六行会ホール） - リオラ・ルールー 役
- amipro「時が巡る金木犀」（2021年11月11日 - 15日、コフレリオ新宿シアター） - 相川琴音 役

2023年
- TOブックス「おかしな転生〜アップルパイは笑顔とともに〜」（2023年3月8日 - 12日、CBGKシブゲキ!!） - クー 役
- あるひ「梅雨のむらさき」（2023年8月16日 - 20日、築地・ブディストホール） - 葉山蒼 役

2024年
- ボクラ団社「OVER SMILE 2024」（2024年3月1日 - 10日、あうるすぽっと） - ペネルペ 役
- 劇団夢神楽「残光クレイドル」（2024年4月17日 - 21日、ザ・ポケット） - ティル 役
- エクレール・シアター『Laugh＆Serious・2』「ドールハウス」（2024年7月13日 - 15日、ブルースクエア四谷） - 琥珀 役

2025年
- 超次元ミュージカル「ネプテューヌ」Re:BOOT!!（2025年10月1日 - 5日〈予定〉、新馬場・六行会ホール） - ラム 役

### テレビ
- テレビ東京「マジすか学園2」（2011年）
- 日本テレビ「有吉反省会」（2013年）[35]
- NHK「総合診療医ドクターG」（2016年）

### ネット配信
- ZENピクチャーズ「ジュニアアイドルヒロイン キューティーリベリオン[36]」（2012年） - リンクス 役
- スマホラジオWALLOP「キッズガールの放課後放送局」（2012年4月 - 9月）
- アリスインプロジェクト『オンライン学園バラエティ「アイガク！LIVE」』（2020年6月 - 7月、YouTube、ニコニコ生放送）[37][38]
- AUBE GIRL'S STAGE オンラインリーディングライブ
  - 「星を買いませんか2020[39]」（2020年7月3日 - 5日、Zoom） - 女芸人 彩乃 役
  - 「泣きながら翔べ2021[40]」TEAM D（2021年2月20日 - 21日、Zoom） - エンジェル 役

## ユニット
- ヤンチャン学園サテライト （2015年10月 - 2016年7月）
- ヤンチャン学園音楽部 （2016年6月 - 2018年3月） - 詳細はヤンチャン学園音楽部の項を参照のこと
- Callmasters (from 戦国降臨ガール) （2017年2月） - 「第5回 台北國際動漫節」限定ユニット。玉川来夢／橋本瑠果／八坂沙織／尻無浜冴美／花井円香。